# Creu de terme del Padró Petit
Creu de terme del Padró Petit és una obra de Monistrol de Calders (Moianès) inclosa a l'Inventari del Patrimoni Arquitectònic de Catalunya.

## Descripció
Situat en un petit turó, prop la urbanització del Solà, al sud del poble de Monistrol.
Creu llatina de ferro muntada sobre una estructura de pedra. Aquesta estructura consisteix en una base quadrangular de blocs de pedra al centre de la qual s'aixeca una pilastra rematada per un volum arquitectònic, a manera de capitell, similar a un cimaci amb motllura de gola. La pilastra sembla tenir inscripcions. La creu és de planxa de ferro amb els extrems dels braços acabats amb forma potençada. Al centre de la creuera hi ha un medalló envoltat de raigs lluminosos.

## Història
No és l'única creu de terme que hi ha dins el terme de Monistrol de Calders. S'hi feia el ritual de beneir el terme: el dia 3 de maig, dia de Santa Creu, sortia el rector i el poble, en processó, per beneir el terme, es feia la cerimònia corresponent i es beneïa la creu amb el salpasser.